# Conceição (Peniche)
A Freguesia da Conceição é uma antiga freguesia portuguesa do Município de Peniche, que tinha 0,78 km² de área e 4 643 habitantes (2011), e, por isso, uma densidade populacional de 5 952,6 hab./km².
Foi extinta (agregada) pela reorganização administrativa de 2012/2013, tendo o seu território sido agregado ao das Freguesias de São Pedro e Ajuda para criar a nova Freguesia de Peniche.
Fazia fronteira a sul com a antiga freguesia de São Pedro e a norte com a antiga freguesia de Ajuda. Em conjunto com estas duas freguesias, formava a cidade de Peniche.

## População
| População da freguesia de Peniche (Conceição) | População da freguesia de Peniche (Conceição) | População da freguesia de Peniche (Conceição) | População da freguesia de Peniche (Conceição) | População da freguesia de Peniche (Conceição) | População da freguesia de Peniche (Conceição) | População da freguesia de Peniche (Conceição) | População da freguesia de Peniche (Conceição) | População da freguesia de Peniche (Conceição) | População da freguesia de Peniche (Conceição) | População da freguesia de Peniche (Conceição) | População da freguesia de Peniche (Conceição) | População da freguesia de Peniche (Conceição) | População da freguesia de Peniche (Conceição) | População da freguesia de Peniche (Conceição) |
| --------------------------------------------- | --------------------------------------------- | --------------------------------------------- | --------------------------------------------- | --------------------------------------------- | --------------------------------------------- | --------------------------------------------- | --------------------------------------------- | --------------------------------------------- | --------------------------------------------- | --------------------------------------------- | --------------------------------------------- | --------------------------------------------- | --------------------------------------------- | --------------------------------------------- |
| 1864                                          | 1878                                          | 1890                                          | 1900                                          | 1911                                          | 1920                                          | 1930                                          | 1940                                          | 1950                                          | 1960                                          | 1970                                          | 1981                                          | 1991                                          | 2001                                          | 2011                                          |
| 910                                           | 853                                           | 853                                           | 826                                           | 976                                           | 1 418                                         | 1 934                                         | 2 187                                         | 3 467                                         | 3 609                                         | 3 329                                         | 3 829                                         | 4 264                                         | 4 840                                         | 4 643                                         |

## Símbolos heráldicos da freguesia

### Ordenação heráldica do brasão, bandeira e selo
Brasão: escudo de azul, duas pombas de prata, bicadas, sancadas e animadas de vermelho e postas em cortesia, entre coroa mariana de ouro, em chefe e campanha rendilhada de prata. Coroa mural de prata de três torres. Listel branco, com a legenda a negro: “PENICHE – CONCEIÇÃO”.
Bandeira: branca. Cordão e borlas de prata e azul. Haste e lança de ouro.
Selo: nos termos da Lei, com a legenda: “Junta de Freguesia de Peniche – Conceição”.
Parecer emitido pela Comissão de Heráldica da Associação dos Arqueólogos Portugueses a 23 de Janeiro de 2001, nos termos da Lei n.º 53/91, de 7 de Agosto.
Estabelecidos, sob proposta da Junta de Freguesia, em sessão da Assembleia de Freguesia de 26 de Abril 2001.
Publicados no Diário da República, III Série, Nº 129, de 4 de Junho de 2001.
Registados na Direcção-Geral das Autarquias Locais com o nº 184/2001, de 8 de Junho de 2001. 

### Justificação dos símbolos
- Duas pombas. Representam o carácter apaziguador e reconciliador da freguesia com as antigas zonas de Peniche (de Cima e de Baixo).
- Coroa mariana. Representa o orago e topónimo Nossa Senhora da Conceição.
- Campanha rendilhada. Representa as famosas rendas de bilros de Peniche, bastante importantes para o equilíbrio da economia doméstica.

## Política

### Eleições autárquicas

#### Assembleia de Freguesia
| Ano  | %    | M  | %            | M            | %       | M       |
| Ano  | PS   | PS | FEPU/APU/CDU | FEPU/APU/CDU | PPD/PSD | PPD/PSD |
| ---- | ---- | -- | ------------ | ------------ | ------- | ------- |
| 1976 | 41,5 | 4  | 32,6         | 3            | 17,7    | 2       |
| 1979 | 33,6 | 5  | 30,2         | 4            | 33,4    | 4       |
| 1982 | 44,3 | 6  | 26,4         | 3            | 26,6    | 4       |
| 1985 | 22,1 | 2  | 31,9         | 3            | 38,8    | 4       |
| 1989 | 38,0 | 4  | 16,4         | 1            | 37,4    | 4       |
| 1993 | 41,3 | 4  | 15,5         | 1            | 34,1    | 4       |
| 1997 | 48,4 | 5  | 17,7         | 1            | 28,9    | 3       |
| 2001 | 43,8 | 4  | 27,6         | 3            | 21,5    | 2       |
| 2005 | 34,7 | 3  | 33,5         | 3            | 27,5    | 3       |
| 2009 | 34,0 | 3  | 40,2         | 4            | 20,9    | 2       |

## Orago
Como o seu nome indica, o seu orago era Nossa Senhora da Conceição.

## Património
- Igreja de Nossa Senhora da Conceição (ou antiga Ermida de São Sebastião das Arieiras)
- Igreja da Misericórdia de Peniche